# Ilse Gottwald

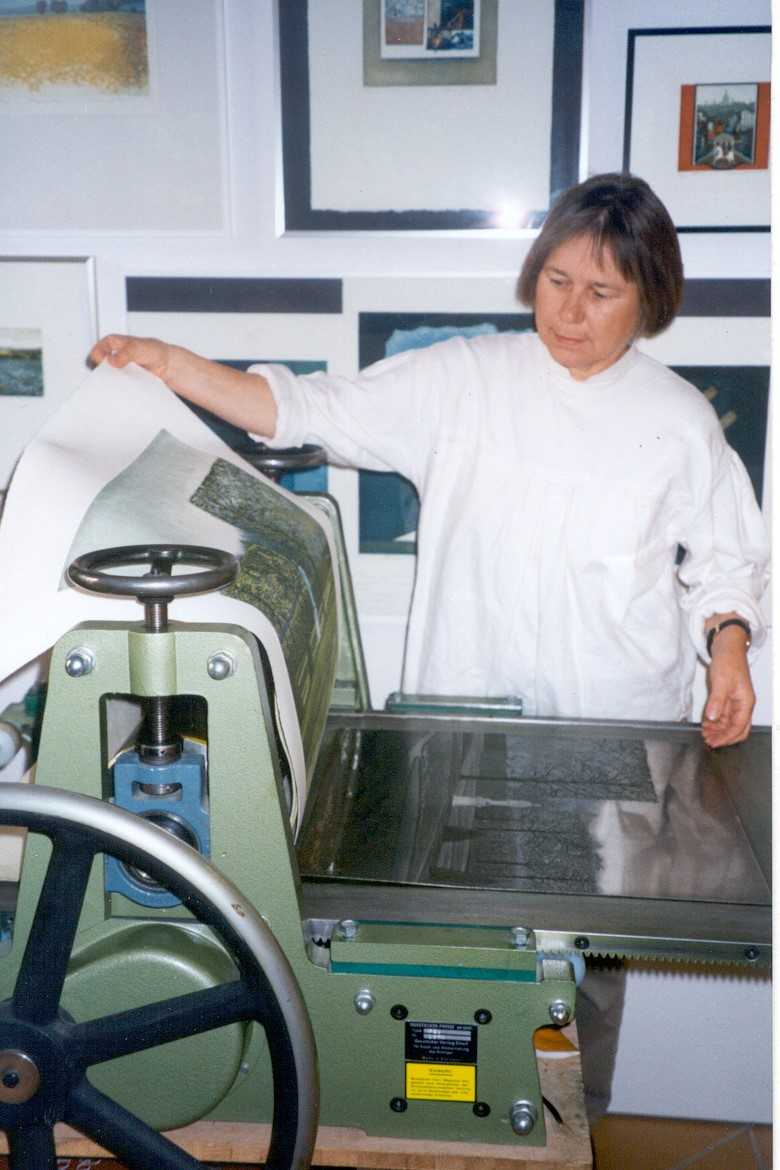
Ilse Gottwald in ihrem Atelier

Ilse Gottwald (* 13. März 1936 in Hannover als Ilse Voges) ist eine deutsche Malerin und Grafikerin.

## Leben
Ilse Gottwald wurde als älteste dreier Geschwister geboren und wuchs im Calenberger Land auf. Sie lebt bis heute im Ort ihrer Kindheit, in Bönnigsen in der Gemeinde Wennigsen am Deister. Das Leben auf einem bäuerlichen Hof und die Berührungen mit der Natur haben sie und ihre Kunst maßgeblich geprägt.
Von 1954 bis 1957 absolvierte sie in Hannover zunächst eine Ausbildung im Buch- und Kunsthandel. Daneben begann sie schon früh, sich – weitgehend autodidaktisch – mit der Malerei zu befassen. Seit 1975, nach der Beschäftigung mit verschiedenen bildnerischen Techniken wie der Öl- und der Aquarellmalerei, wendet sie sich insbesondere der Radierung zu und hat fast alle Möglichkeiten der klassischen Radiertechnik angewandt: Kaltnadel, Aquatinta und Vernis mou. 1978 richtete sie sich eine eigene Werkstatt sowie ein Atelier ein. 1980 nahm sie an der Internationalen Sommerakademie für Bildende Kunst in Salzburg teil und besuchte Kurse bei dem Maler und Grafiker Otto Eglau. Von 1988 bis 1990 war sie als Dozentin an der Ada-und-Theodor-Lessing-Volkshochschule in Hannover tätig.

## Werke
Neben zahlreichen Radierungen schuf Ilse Gottwald auch etliche, teils großformatige Gemälde in Öl und Acryl. Das stilbildende Element der meisten ihrer Werke ist die norddeutsche Landschaft, teils auch in abstrakter Darstellung. Im Calenberger Land heimische Bäume wie Eiche und Süntelbuche, Äcker in der Deister-Landschaft, Raps- und Rübenfelder, Feld- und Baumfrüchte, Stimmungen am Steinhuder Meer, aber auch Berge wie der Ortler und mystische Motive spielen eine Rolle.
In einem Interview äußerte sie: „Der Baum steht für den fehlenden Menschen, er stirbt da, wo er aufgewachsen ist. Ein Symbol der Kraft und Beständigkeit – im Gegensatz zum flüchtigen Menschen, der deutlich destruktive Spuren hinterlässt.“

## Ausstellungen (Auswahl)
Seit 1977 zeigte sie ihre Werke in Einzelausstellungen, darunter in den Regionen Hannover, Celle, Bremen, Siegen, Lüneburg, Hildesheim und Peine, außerdem im dreijährigen Rhythmus im Vierständerhaus Ronnenberg mit Künstlerkollegen aus der Region, zuletzt 2012. Zudem wurden ihre Werke im Rahmen der Dauerausstellung im Heimatmuseum Wennigsen gezeigt. 